# Tour de Flandes 1995
El Tour de Flandes 1995 fou la 79a edició del Tour de Flandes. La cursa es disputà el 2 d'abril de 1995, amb inici a Sint-Niklaas i final a Meerbeke i un recorregut de 261 quilòmetres. El vencedor final fou el belga Johan Museeuw, que s'imposà en solitari. L'italià Fabio Baldato i l'ucraïnès Andrei Txmil van completar el podi.
Era la segona cursa de la Copa del Món de ciclisme de 1995.

## Classificació final
|    | Ciclista                  | Equip                   | Temps      |
| -- | ------------------------- | ----------------------- | ---------- |
| 1  | Johan Museeuw (BEL)       | Mapei-GB                | 6h 36' 24" |
| 2  | Fabio Baldato (ITA)       | MG Maglificio-Technogym | + 1' 27"   |
| 3  | Andrei Txmil (UKR)        | Lotto-Isoglass          | m. t.      |
| 4  | Claudio Chiappucci (ITA)  | Carrera-Tassoni         | + 2' 03"   |
| 5  | Gianluca Bortolami (ITA)  | Mapei-GB                | m. t.      |
| 6  | Jesper Skibby (DEN)       | TVM-Polis Direct        | m. t.      |
| 7  | Michele Bartoli (ITA)     | Mercatone Uno-Saeco     | + 2' 05"   |
| 8  | Viatxeslav Iekímov (RUS)  | Novell-Decca            | + 3' 25"   |
| 9  | Maximilian Sciandri (GBR) | MG Maglificio-Technogym | m. t.      |
| 10 | Franco Ballerini (ITA)    | Mapei-GB                | + 3' 28"   |